# Cronologia da pandemia de COVID-19 em agosto de 2020
Este artigo documenta a cronologia e epidemiologia do vírus SARS-CoV-2 em agosto de 2020, o vírus que causa a COVID-19 e é responsável pela pandemia de COVID-19. Os primeiros casos humanos da COVID-19 foram identificados em Wuhan, China, em dezembro de 2019.

## Cronologia

### 1 de agosto
- Relatório de situação 194 da OMS.[1]

 O Brasil registrou 45 392 novos casos e 1 088 novas mortes, elevando o total para 2 707 877 e 93 563, respectivamente; um total de 1 865 729 pacientes se recuperaram.
 Portugal registrou 238 novos casos e 2 novas mortes, elevando o total para 51 310 e 1 737, respectivamente; um total de 36 783 pacientes se recuperaram.

### 2 de agosto
- Relatório de situação 195 da OMS.[4]

 O Brasil registrou 25 800 novos casos e 541 novas mortes, elevando o total para 2 733 677 e 94 104, respectivamente; um total de 1 883 677 pacientes se recuperaram.
 Portugal registrou 153 novos casos e 1 nova morte, elevando o total para 51 463 e 1 738, respectivamente; um total de 36 984 pacientes se recuperaram.

### 3 de agosto
- Relatório de situação 196 da OMS.[7]

 O Brasil registrou 16 641 novos casos e 561 novas mortes, elevando o total para 2 750 318 e 94 665, respectivamente; um total de 1 912 319 pacientes se recuperaram.
 Portugal registrou 106 novos casos e nenhuma morte (pela primeira desde 16 de março), elevando o total para 51 569 e 1 738, respectivamente; um total de 37 111 pacientes se recuperaram.

### 4 de agosto
- Relatório de situação 197 da OMS.[11]

 O Brasil registrou 51 603 novos casos e 1 154 novas mortes, elevando o total para 2 801 921 e 95 819, respectivamente; um total de 1 970 767 pacientes se recuperaram.
 Portugal registrou 112 novos casos e 1 nova morte, elevando o total para 51 681 e 1 739, respectivamente; um total de 37 318 pacientes se recuperaram.

### 5 de agosto
- Relatório de situação 198 da OMS.[14]

 O Brasil registrou 55 676 novos casos e 1 421 novas mortes, elevando o total para 2 857 597 e 97 240, respectivamente; um total de 2 020 637 pacientes se recuperaram.
 Portugal registrou 167 novos casos e 1 nova morte, elevando o total para 51 848 e 1 740, respectivamente; um total de 37 565 pacientes se recuperaram.

### 6 de agosto
- Relatório de situação 199 da OMS.[17]

 O Brasil registrou 54 615 novos casos e 1 253 novas mortes, elevando o total para 2 912 212 e 98 493, respectivamente; um total de 2 047 660 pacientes se recuperaram.
 Portugal registrou 213 novos casos e 3 novas mortes, elevando o total para 52 061 e 1 743, respectivamente; um total de 37 840 pacientes se recuperaram.

### 7 de agosto
- Relatório de situação 200 da OMS.[20]

 O Brasil registrou 50 230 novos casos e 1 079 novas mortes, elevando o total para 2 962 442 e 99 572, respectivamente; um total de 2 068 394 pacientes se recuperaram.
 Portugal registrou 290 novos casos e 3 novas mortes, elevando o total para 52 351 e 1 746, respectivamente; um total de 38 087 pacientes se recuperaram.

### 8 de agosto
- Relatório de situação 201 da OMS.[23]

 O Brasil registrou 49 970 novos casos e 905 novas mortes, elevando o total para 3 012 412 e 100 477 (o segundo país, depois dos Estados Unidos, a superar as 100 000 mortes), respectivamente; um total de 2 094 293 pacientes se recuperaram.
 Portugal registrou 186 novos casos e 4 novas mortes, elevando o total para 52 537 e 1 750, respectivamente; um total de 38 364 pacientes se recuperaram.

### 9 de agosto
- Relatório de situação 202 da OMS.[27]

 O Brasil registrou 23 010 novos casos e 572 novas mortes, elevando o total para 3 035 422 e 101 049, respectivamente; um total de 2 118 460 pacientes se recuperaram.
 Portugal registrou 131 novos casos e 6 novas mortes, elevando o total para 52 668 e 1 756, respectivamente; um total de 38 511 pacientes se recuperaram.

### 10 de agosto
- Relatório de situação 203 da OMS.[30]

 O Brasil registrou 22 048 novos casos e 703 novas mortes, elevando o total para 3 057 470 e 101 752, respectivamente; um total de 2 163 812 pacientes se recuperaram.
 Portugal registrou 157 novos casos e 3 novas mortes, elevando o total para 52 825 e 1 759, respectivamente; um total de 38 600 pacientes se recuperaram.

### 11 de agosto
- Relatório de situação 204 da OMS.[33]

 O Brasil registrou 52 160 novos casos e 1 274 novas mortes, elevando o total para 3 109 630 e 103 026, respectivamente; um total de 2 243 124 pacientes se recuperaram.
 Portugal registrou 120 novos casos e 2 novas mortes, elevando o total para 52 945 e 1 761, respectivamente; um total de 38 760 pacientes se recuperaram.

### 12 de agosto
- Relatório de situação 205 da OMS.[36]

 O Brasil registrou 55 155 novos casos e 1 175 novas mortes, elevando o total para 3 164 785 e 104 201, respectivamente; um total de 2 309 477 pacientes se recuperaram.
 Portugal registrou 278 novos casos e 3 novas mortes, elevando o total para 53 223 e 1 764, respectivamente; um total de 38 940 pacientes se recuperaram.

### 13 de agosto
- Relatório de situação 206 da OMS.[39]

 O Brasil registrou 60 091 novos casos e 1 262 novas mortes, elevando o total para 3 224 876 e 105 463, respectivamente; um total de 2 356 640 pacientes se recuperaram.
 Portugal registrou 325 novos casos e 6 novas mortes, elevando o total para 53 548 e 1 770, respectivamente; um total de 39 177 pacientes se recuperaram.

### 14 de agosto
- Relatório de situação 207 da OMS.[42]

 O Brasil registrou 50 644 novos casos e 1 060 novas mortes, elevando o total para 3 275 520 e 106 523, respectivamente; um total de 2 384 302 pacientes se recuperaram.
 Portugal registrou 235 novos casos e 2 novas mortes, elevando o total para 53 783 e 1 772, respectivamente; um total de 39 374 pacientes se recuperaram.

### 15 de agosto
- Relatório de situação 208 da OMS.[45]

 O Brasil registrou 41 576 novos casos e 709 novas mortes, elevando o total para 3 317 096 e 107 232, respectivamente; um total de 2 404 272 pacientes se recuperaram.
 Portugal registrou 198 novos casos e 3 novas mortes, elevando o total para 53 981 e 1 775, respectivamente; um total de 39 585 pacientes se recuperaram.

### 16 de agosto
- Relatório de situação 209 da OMS.[48]

 O Brasil registrou 23 101 novos casos e 620 novas mortes, elevando o total para 3 340 197 e 107 852, respectivamente; um total de 2 432 456 pacientes se recuperaram.
 Portugal registrou 121 novos casos e 3 novas mortes, elevando o total para 54 102 e 1 778, respectivamente; um total de 39 697 pacientes se recuperaram.

### 17 de agosto
- Atualização Epidemiológica Semanal da OMS.[51]

 O Brasil registrou 19 373 novos casos e 684 novas mortes, elevando o total para 3 359 570 e 108 536, respectivamente; um total de 2 478 494 pacientes se recuperaram.
 Portugal registrou 132 novos casos e 1 nova morte, elevando o total para 54 234 e 1 779, respectivamente; um total de 39 800 pacientes se recuperaram.

### 18 de agosto
O Brasil registrou 47 784 novos casos e 1 352 novas mortes, elevando o total para 3 407 354 e 109 888, respectivamente; um total de 2 554 179 pacientes se recuperaram.
 Portugal registrou 214 novos casos e 5 novas mortes, elevando o total para 54 448 e 1 784, respectivamente; um total de 39 936 pacientes se recuperaram.

### 19 de agosto
O Brasil registrou 49 298 novos casos e 1 212 novas mortes, elevando o total para 3 456 652 e 111 100, respectivamente; um total de 2 615 254 pacientes se recuperaram.
 Portugal registrou 253 novos casos e 2 novas mortes, elevando o total para 54 701 e 1 786, respectivamente; um total de 40 129 pacientes se recuperaram.

### 20 de agosto
O Brasil registrou 45 323 novos casos e 1 204 novas mortes, elevando o total para 3 501 975 e 112 304, respectivamente; um total de 2 653 407 pacientes se recuperaram.
 Portugal registrou 291 novos casos e 2 novas mortes, elevando o total para 54 992 e 1 788, respectivamente; um total de 40 264 pacientes se recuperaram.

### 21 de agosto
- Atualização Operacional Semanal da OMS.[60]

 O Brasil registrou 30 355 novos casos e 1 054 novas mortes, elevando o total para 3 532 330 e 113 358, respectivamente; um total de 2 670 755 pacientes se recuperaram.
 Portugal registrou 219 novos casos e 4 novas mortes, elevando o total para 55 211 e 1 792, respectivamente; um total de 40 473 pacientes se recuperaram.

### 22 de agosto
O Brasil registrou 50 032 novos casos e 892 novas mortes, elevando o total para 3 582 362 e 114 250, respectivamente; um total de 2 709 638 pacientes se recuperaram.
 Portugal registrou 241 novos casos e 2 novas mortes, elevando o total para 55 452 e 1 794, respectivamente; um total de 40 652 pacientes se recuperaram.

### 23 de agosto
O Brasil registrou 23 421 novos casos e 494 novas mortes, elevando o total para 3 605 783 e 114 744, respectivamente; um total de 2 739 035 pacientes se recuperaram.
 Portugal registrou 145 novos casos e 2 novas mortes, elevando o total para 55 597 e 1 796, respectivamente; um total de 40 774 pacientes se recuperaram.

### 24 de agosto
- Atualização Epidemiológica Semanal da OMS.[67]

 O Brasil registrou 17 078 novos casos e 565 novas mortes, elevando o total para 3 622 861 e 115 309, respectivamente; um total de 2 778 709 pacientes se recuperaram.
 Portugal registrou 123 novos casos e 5 novas mortes, elevando o total para 55 720 e 1 801, respectivamente; um total de 40 880 pacientes se recuperaram.

### 25 de agosto
O Brasil registrou 47 134 novos casos e 1 271 novas mortes, elevando o total para 3 669 995 e 116 580, respectivamente; um total de 2 848 395 pacientes se recuperaram.
 Portugal registrou 192 novos casos e 4 novas mortes, elevando o total para 55 912 e 1 805, respectivamente; um total de 41 021 pacientes se recuperaram.

### 26 de agosto
O Brasil registrou 47 161 novos casos e 1 085 novas mortes, elevando o total para 3 717 156 e 117 665, respectivamente; um total de 2 908 848 pacientes se recuperaram.
 Portugal registrou 362 novos casos e 2 novas mortes, elevando o total para 56 274 e 1 807, respectivamente; um total de 41 184 pacientes se recuperaram.

### 27 de agosto
O Brasil registrou 44 235 novos casos e 984 novas mortes, elevando o total para 3 761 391 e 118 649, respectivamente; um total de 2 947 250 pacientes se recuperaram.
 Portugal registrou 399 novos casos e 2 novas mortes, elevando o total para 56 673 e 1 809, respectivamente; um total de 41 357 pacientes se recuperaram.

### 28 de agosto
- Atualização Operacional Semanal da OMS.[76]

 O Brasil registrou 43 412 novos casos e 855 novas mortes, elevando o total para 3 804 803 e 119 504, respectivamente; um total de 2 976 796 pacientes se recuperaram.
 Portugal registrou 401 novos casos e 6 novas mortes, elevando o total para 57 074 e 1 815, respectivamente; um total de 41 556 pacientes se recuperaram.

### 29 de agosto
O Brasil registrou 41 350 novos casos e 758 novas mortes, elevando o total para 3 846 153 e 120 262, respectivamente; um total de 3 006 812 pacientes se recuperaram.
 Portugal registrou 374 novos casos e 3 novas mortes, elevando o total para 57 448 e 1 818, respectivamente; um total de 41 766 pacientes se recuperaram.

### 30 de agosto
O Brasil registrou 16 158 novos casos e 566 novas mortes, elevando o total para 3 862 311 e 120 828, respectivamente; um total de 3 031 559 pacientes se recuperaram.
 Portugal registrou 320 novos casos e 1 nova morte, elevando o total para 57 768 e 1 819, respectivamente; um total de 41 885 pacientes se recuperaram.

### 31 de agosto
- Atualização Epidemiológica Semanal da OMS.[83]

 O Brasil registrou 45 961 novos casos e 553 novas mortes, elevando o total para 3 908 272 e 121 381, respectivamente; um total de 3 097 734 pacientes se recuperaram.
 Portugal registrou 244 novos casos e 3 novas mortes, elevando o total para 58 012 e 1 822, respectivamente; um total de 41 961 pacientes se recuperaram.